# Serra dos Cocais
A Serra dos Cocais é uma formação geográfica localizada no município brasileiro de Coronel Fabriciano, no interior do estado de Minas Gerais. Faz parte da província geológica da Serra do Espinhaço, sendo composta por blocos contínuos de granito com idade superior a 600 milhões de anos. Sua altitude, que atinge o máximo de 1 200 metros acima do nível do mar, destaca-se em relação ao terreno ao redor com altitudes médias variando entre 500 e 800 metros. Abriga um importante remanescente de Mata Atlântica, em meio à considerável presença do reflorestamento com eucalipto, sendo considerada como área de proteção ambiental desde 2002.
A população que habita em fazendas ou povoados rurais da Serra dos Cocais é estimada em cerca de 2 mil habitantes. Está situada a cerca de 20 quilômetros do Centro de Fabriciano e possui grande relevância turística e cultural, por ser onde situam-se várias cachoeiras e mirantes, abrigando ainda grupos folclóricos que mantêm tradições culturais diversificadas em seus povoados, como em São José dos Cocais e Santa Vitória dos Cocais. É bastante frequente a prática de esportes radicais, como mountain bike, escaladas, trekking, rapel, trilhas e automobilismo off-road.

## História e geografia

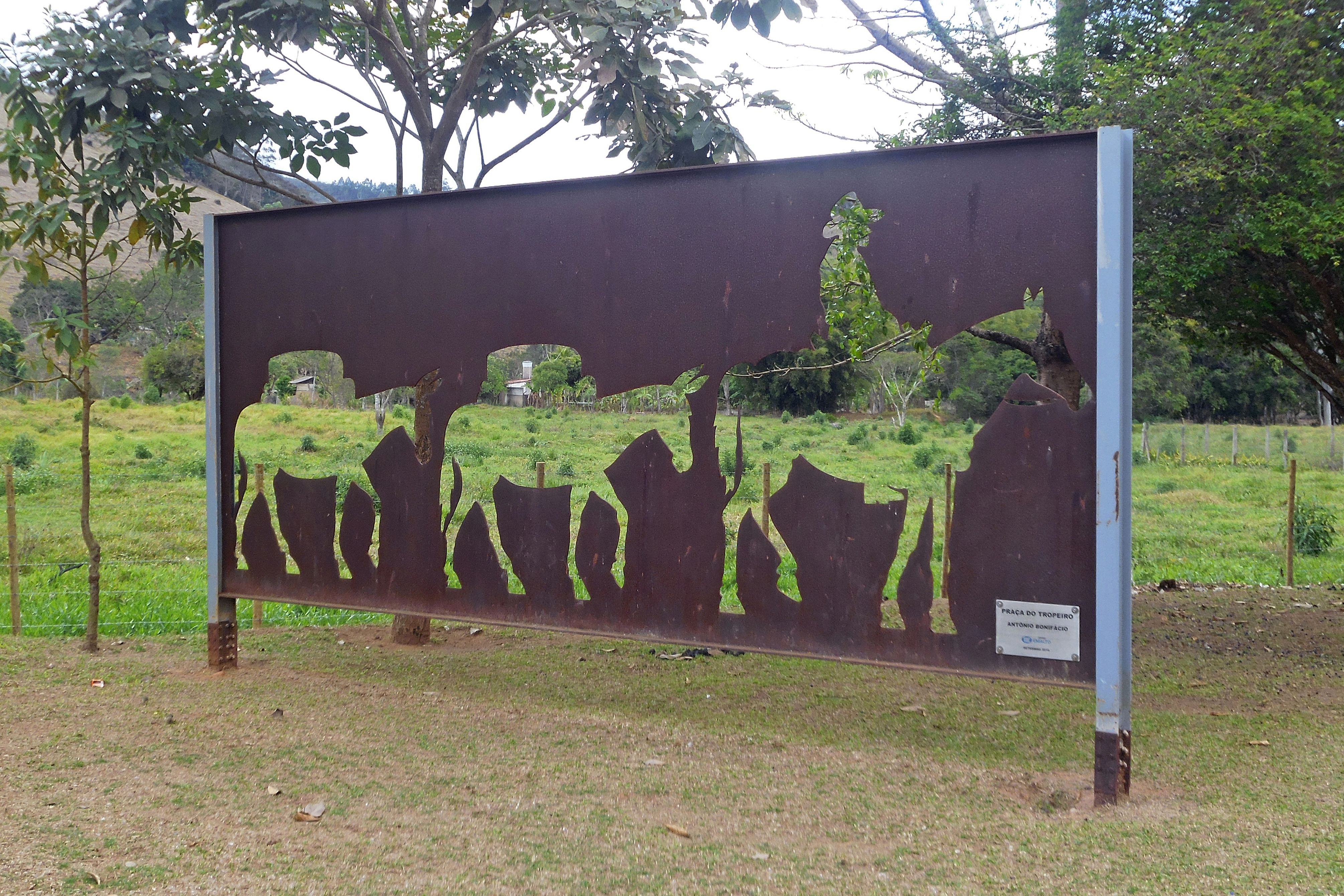
Monumento ao Tropeiro em Santa Vitória dos Cocais (Cocais de Baixo), referência aos tropeiros que atravessavam a área.

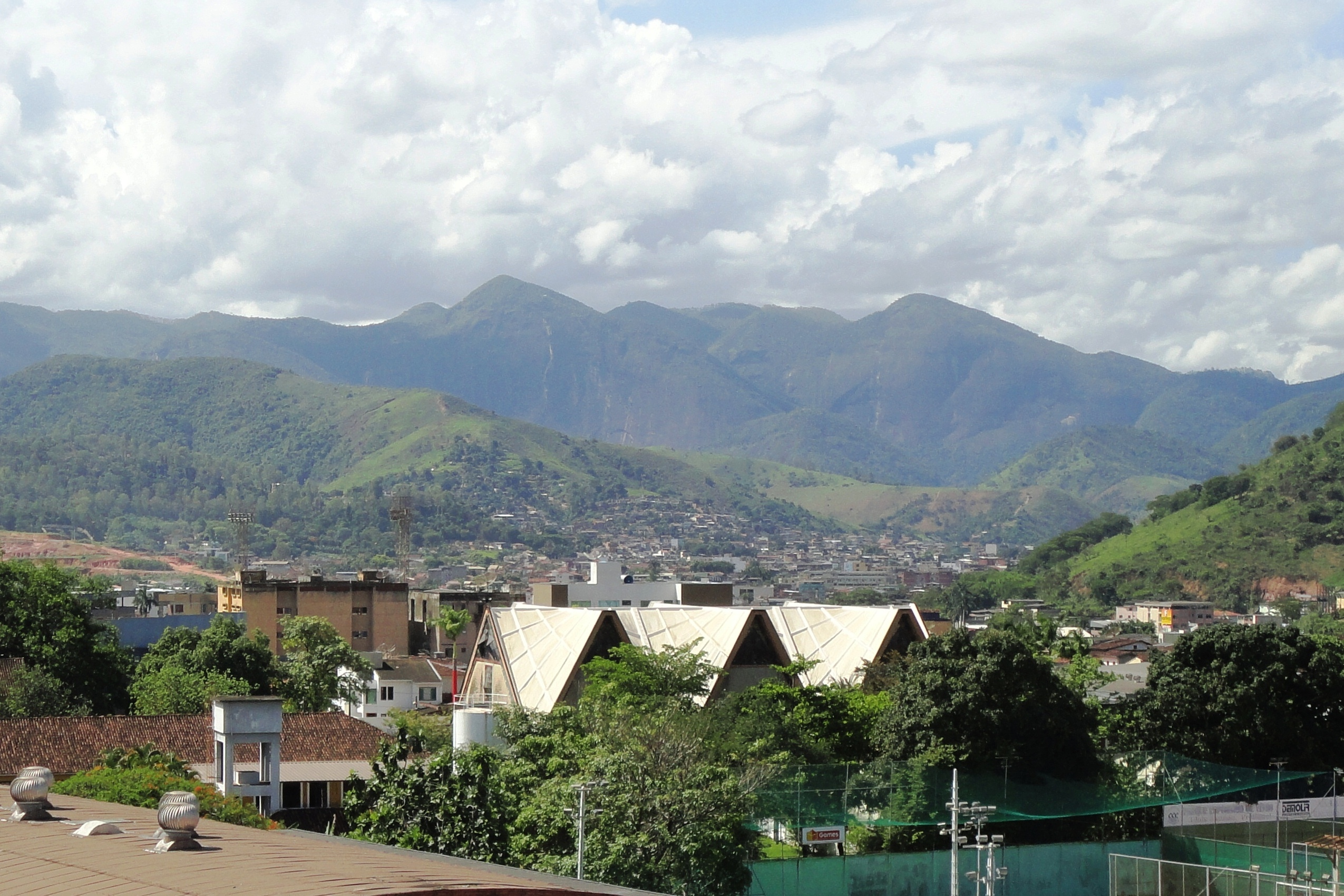
Zona urbana de Coronel Fabriciano com a Serra dos Cocais ao fundo, sobressaindo-se a Pedra do Caladão.

Por volta de 1825, uma estrada foi aberta por Guido Marlière ligando Antônio Dias ao rio Santo Antônio, nas proximidades de Naque, cruzando a Serra dos Cocais por onde depois surgiria o povoado de São José dos Cocais. Mais tarde a serra passou a ser utilizada como caminho dos tropeiros, que cruzavam a região vindos de cidades próximas. O nome "Cocais" foi dado pelos primeiros moradores do lugar e se deve à grande quantidade de coqueiros presentes na época do desbravamento.
Em seu relevo acidentado, a altitude média varia entre 500 e 800 metros, com seu ponto mais elevado chegando aos 1 200 metros. A serra faz parte da província geológica da Serra do Espinhaço, sendo composta por blocos contínuos de granito, cujas rochas aparentam ter sofrido alterações por pressão e temperatura e têm idade superior a 600 milhões de anos. Além da importância geológica, a Serra dos Cocais é considerada um divisor natural das bacias hidrográficas dos rios Piracicaba, Doce e Santo Antônio, abrigando centenas de nascentes de pequenos ribeirões e riachos ao longo de seu território. São exemplos os córregos Alto, Cachoeira, do Cedro, do Cristal, dos Cocais, dos Gouveia, dos Machados, Frio, Lagoa, Melo Viana, Nova Estrela e Timirim, além do ribeirão Caladão, que percorre 10 km até desaguar no rio Piracicaba, cortando o perímetro urbano fabricianense. O ribeirão Cocais Pequeno, com um total de 18 km, também deságua no rio Piracicaba e sua sub-bacia abrange boa parte da Serra dos Cocais, em um total de 129 km².
A vegetação nativa pertence ao domínio florestal Atlântico (Mata Atlântica), sendo considerada como uma área de preservação ambiental desde 2002, porém a predominância é de trechos que foram desmatados para ceder espaço à monocultura de reflorestamento com eucalipto, tendo como finalidades a produção de matéria-prima para a fábrica de celulose da Cenibra e a produção de carvão vegetal para as siderúrgicas locais, como a Aperam South America e a Usiminas. Na fauna encontram-se jacus, carcarás, várias espécies gaviões e ainda poucos exemplares do macaco-da-cara-branca, enquanto que na flora são típicos o ipê-do-cerrado, a quaresmeira, a bromélia e a palmeira-indaiá.

## Economia e demografia

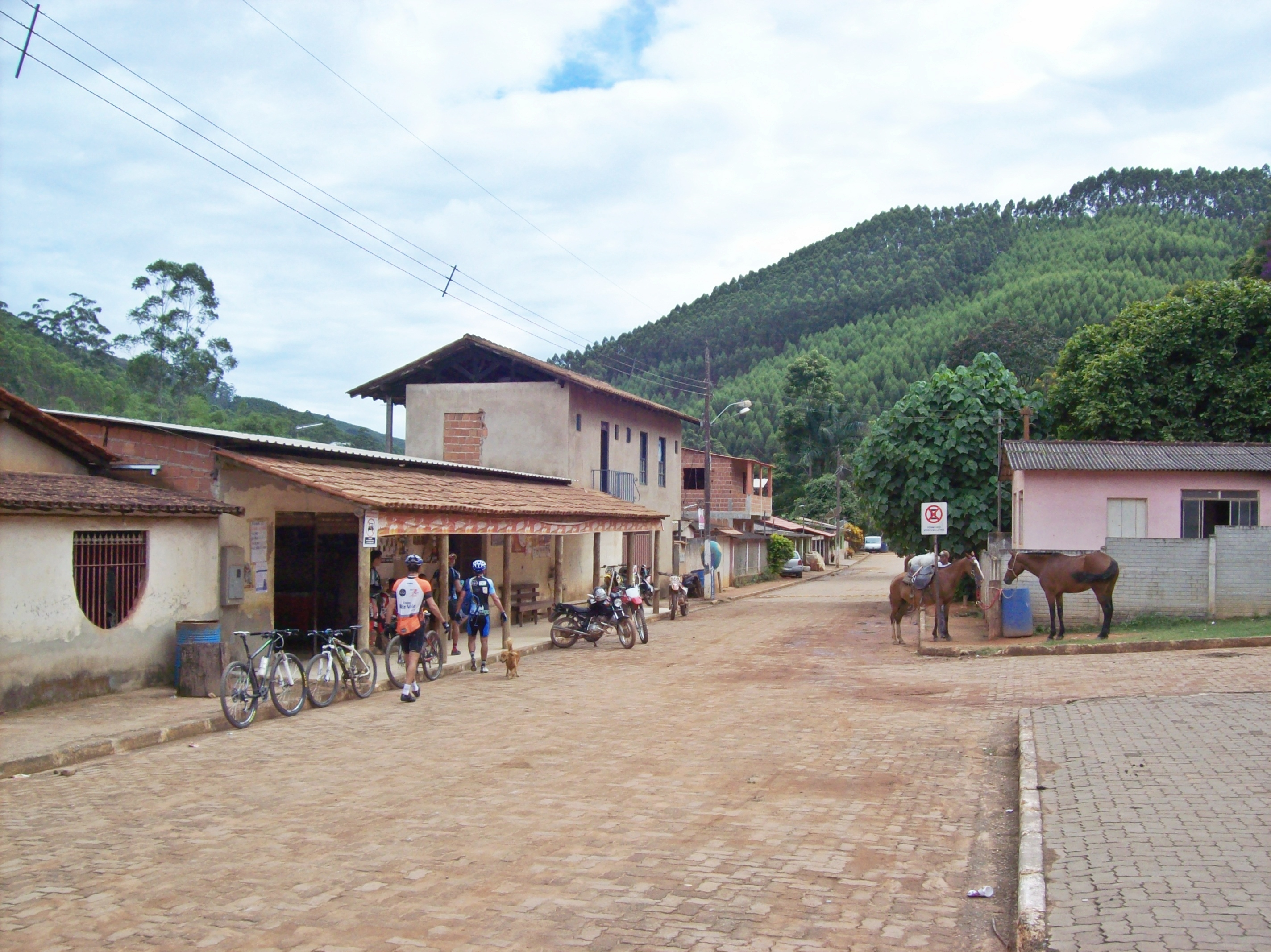
Rua principal de São José dos Cocais (Cocais de Cima), com plantações de eucalipto ao fundo.

A população que habita a serra é estimada em cerca de 2 mil habitantes, que vivem em fazendas ou assentamentos rurais, sendo os principais Santa Vitória dos Cocais (Cocais de Baixo) e São José dos Cocais (Cocais de Cima), além das comunidades Barra de Nova Estrela, Córrego do Cristal, Córrego do Sóter, Córrego dos Avelino, Córrego dos Bertoldo, Córrego dos Cedro, Córrego dos Germano, Córrego dos Machado, Córrego dos Pinto, Córrego dos Vieira, Córrego Timirim, Gouveia, Mandioca Assada e Nova Estrela. De acordo com o Instituto Brasileiro de Geografia e Estatística (IBGE), a população do núcleo habitacional de Santa Vitória no ano de 2010 era de 349 habitantes, que estavam distribuídos em 130 domicílios particulares, enquanto que em São José dos Cocais havia 219 pessoas e 71 domicílios.
Os primeiros estabelecimentos comerciais dos povoados foram abertos na década de 1950 e até a década de 80 a atividade econômica predominante girava em torno da agropecuária e plantações de café, que passaram a ser substituídas pelo extrativismo vegetal, na produção de madeira destinada às indústrias do Vale do Aço. Assim como em várias cidades do Vale do Rio Doce, a Cenibra passou a pagar aos pequenos produtores para que cultivassem o eucalipto em suas propriedades, destinado à produção de celulose da empresa, em Belo Oriente, ao invés de manterem suas lavouras para própria subsistência. A população, no entanto, vem se reduzindo e migrando para a zona urbana da Região Metropolitana do Vale do Aço (RMVA), em busca de melhores oportunidades de emprego e lucro.
Vários projetos têm sido realizados com objetivo de reduzir o êxodo rural, como cursos de capacitação sobre turismo, culinária, piscicultura e apicultura, além de manipulação de alimentos e assistência à agricultura familiar, que garantem produtos para a merenda escolar de algumas escolas municipais da cidade e comercialização nas feiras livres. Nessas feiras produtores comercializam alimentos livres de agrotóxicos que foram produzidos na Serra dos Cocais, além do artesanato local. Dos Cocais é originada grande parte do total produzido pelo setor primário de Coronel Fabriciano, oriunda principalmente da produção de frutas, legumes e hortaliças.

## Cultura e lazer

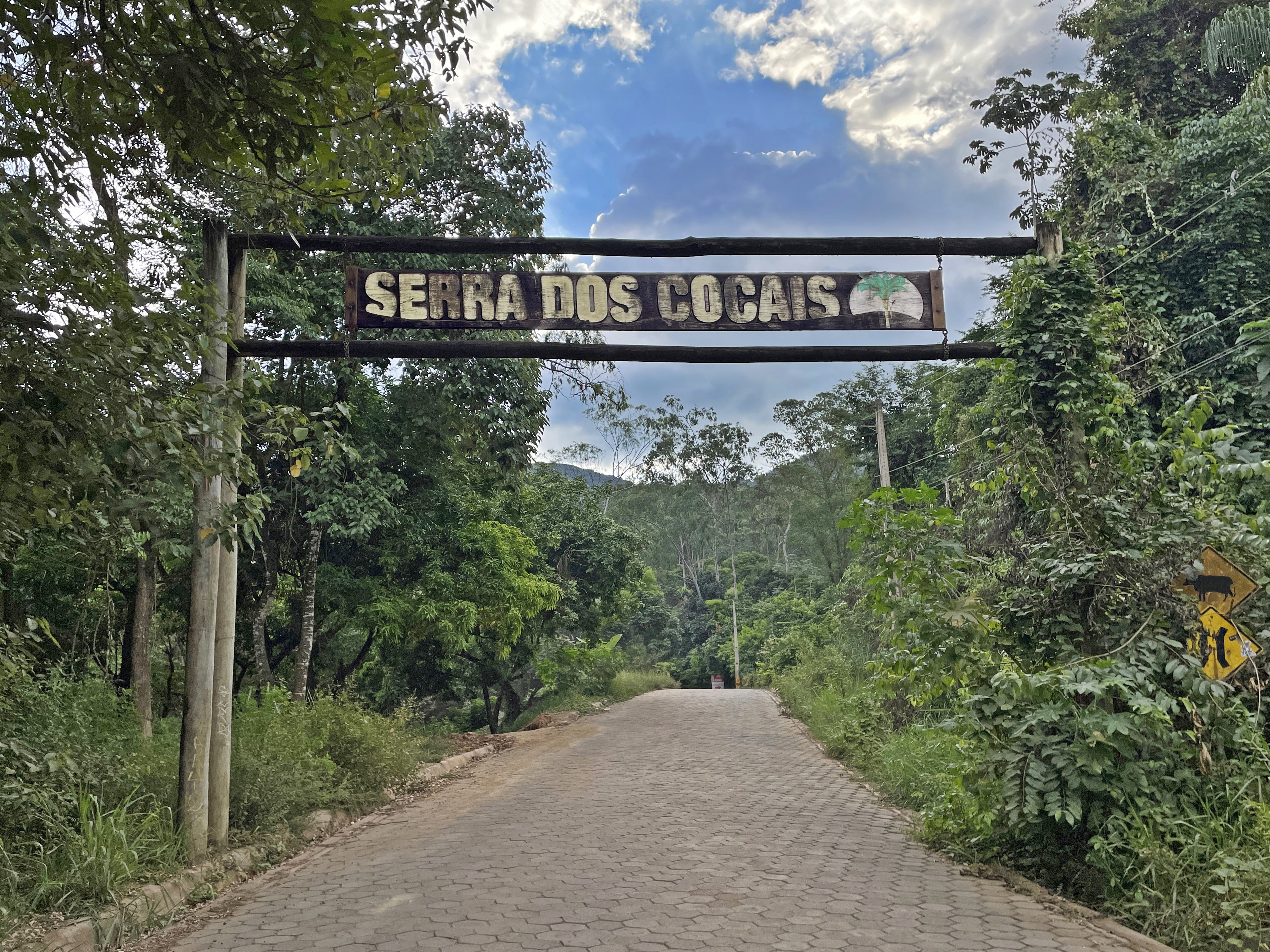
Portal de entrada da Serra dos Cocais

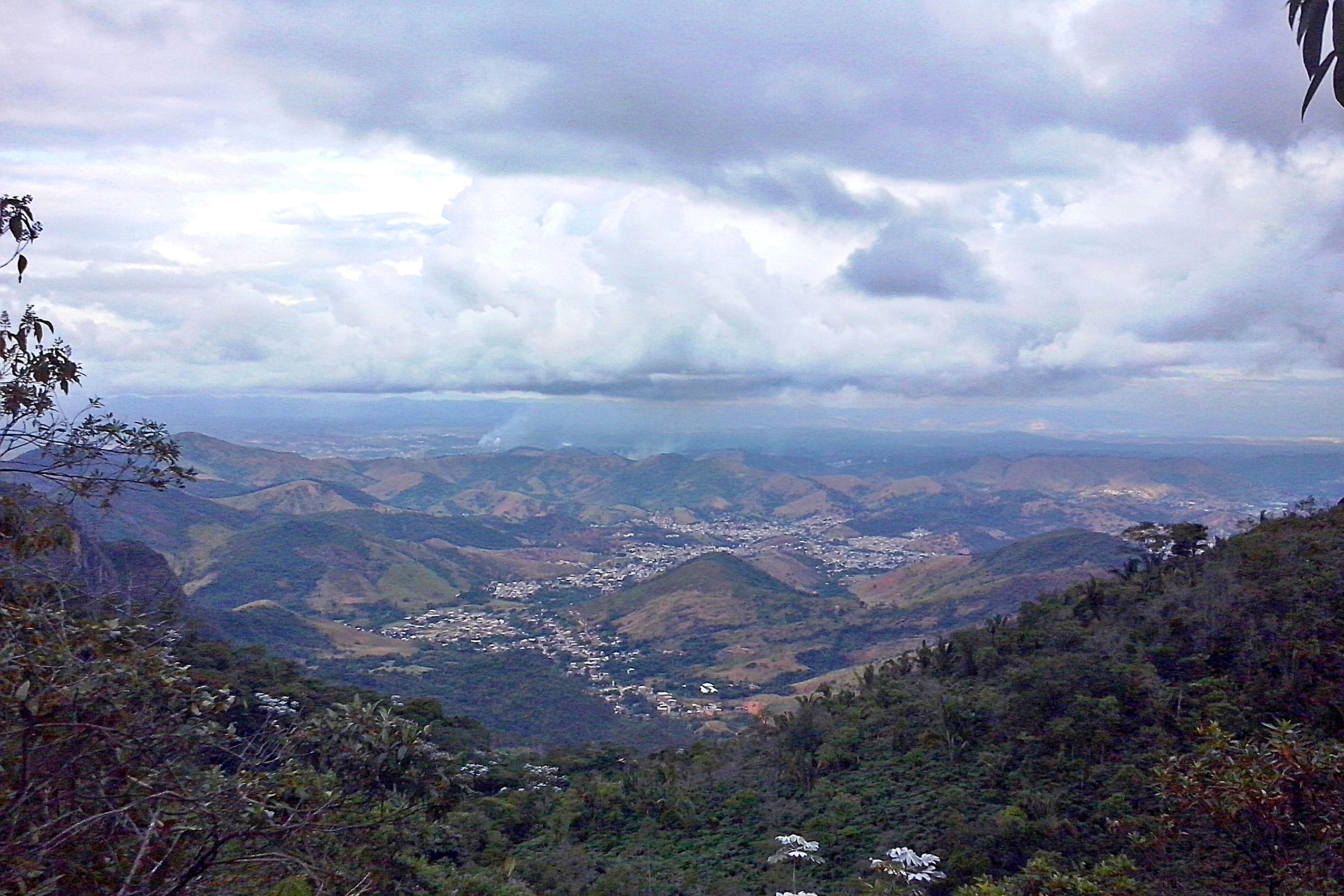
Vista de Coronel Fabriciano a partir da Serra dos Cocais

A Serra dos Cocais faz parte do Circuito Turístico Mata Atlântica de Minas Gerais, que foi criado em julho de 2001 e reestruturado pela Secretaria de Estado de Turismo em dezembro de 2009 com o objetivo de estimular o turismo ecológico e cultural na região do Vale do Aço e colar metropolitano. Em abril de 2012, foi eleita com 58% dos votos como o ponto turístico que melhor representa o município, em pesquisa realizada pela prefeitura de Coronel Fabriciano. Em Santa Vitória dos Cocais a Capela Nossa Senhora da Vitória foi tombada como patrimônio cultural fabricianense, bem como a Capela São José, em São José dos Cocais. Outro patrimônio cultural de Santa Vitória dos Cocais é o Monumento ao Tropeiro, que foi executado com chapas de aço e doado pela Emalto em 2016.
Uma de suas principais manifestações culturais é a Marujada dos Cocais, um tradicional grupo de marujada que canta marchas em homenagem a Nossa Senhora do Rosário; no aniversário de Coronel Fabriciano (20 de janeiro) e em festejos da comunidade Santa Vitória dos Cocais, onde está a sede do grupo. O artesanato dos povoados também é bastante representativo, sendo usados materiais oriundos das florestas e comercializado em feiras populares. Além do mais, cabe ser ressaltada a prática de esportes radicais, como mountain bike, escaladas, trekking, rapel, trilhas e automobilismo off-road. O Jipe Clube local, Jipe Clube Vale do Aço, frequentemente organiza passeios de jipe e competições nas trilhas da Serra dos Cocais.
As várias cachoeiras e mirantes também são frequentemente visitadas por turistas. Destacam-se: a Pedra dos Cem Homens, que também é constantemente utilizada para escaladas; a Pedra do Caladão (Pico do Cruzeiro), localizada próxima ao bairro de mesmo nome, sendo que é possível ser vista de vários pontos da cidade; a Pedra Dois Irmãos, cujo acesso é feito por trilha íngreme e de mata fechada, de onde é possível visualizar todo o Vale do Aço; a Cachoeira do Escorregador, cujas pedras da queda formam uma espécie de tobogã natural; o Cachoeirão, que possui cerca de 120 metros e é constantemente utilizado para a prática de trekking, sendo cercado por um cinturão verde remanescente da Mata Atlântica; e a Biquinha de Santa Vitória, que é uma fonte natural de água potável localizada nas proximidades de Santa Vitória dos Cocais. Ainda há as cachoeiras da Limeira e da Manoela, o Escorregador do Zé Martins e as Trilhas da Mamucha.